# 紅邊竹蕉
紅邊竹蕉（学名：Dracaena marginata）为天門冬科虎斑木屬下的一个种，又可稱為緣葉龍血樹。原产马达加斯加。園藝品種有「三色千年木」、「五彩千年木」。

## 圖片

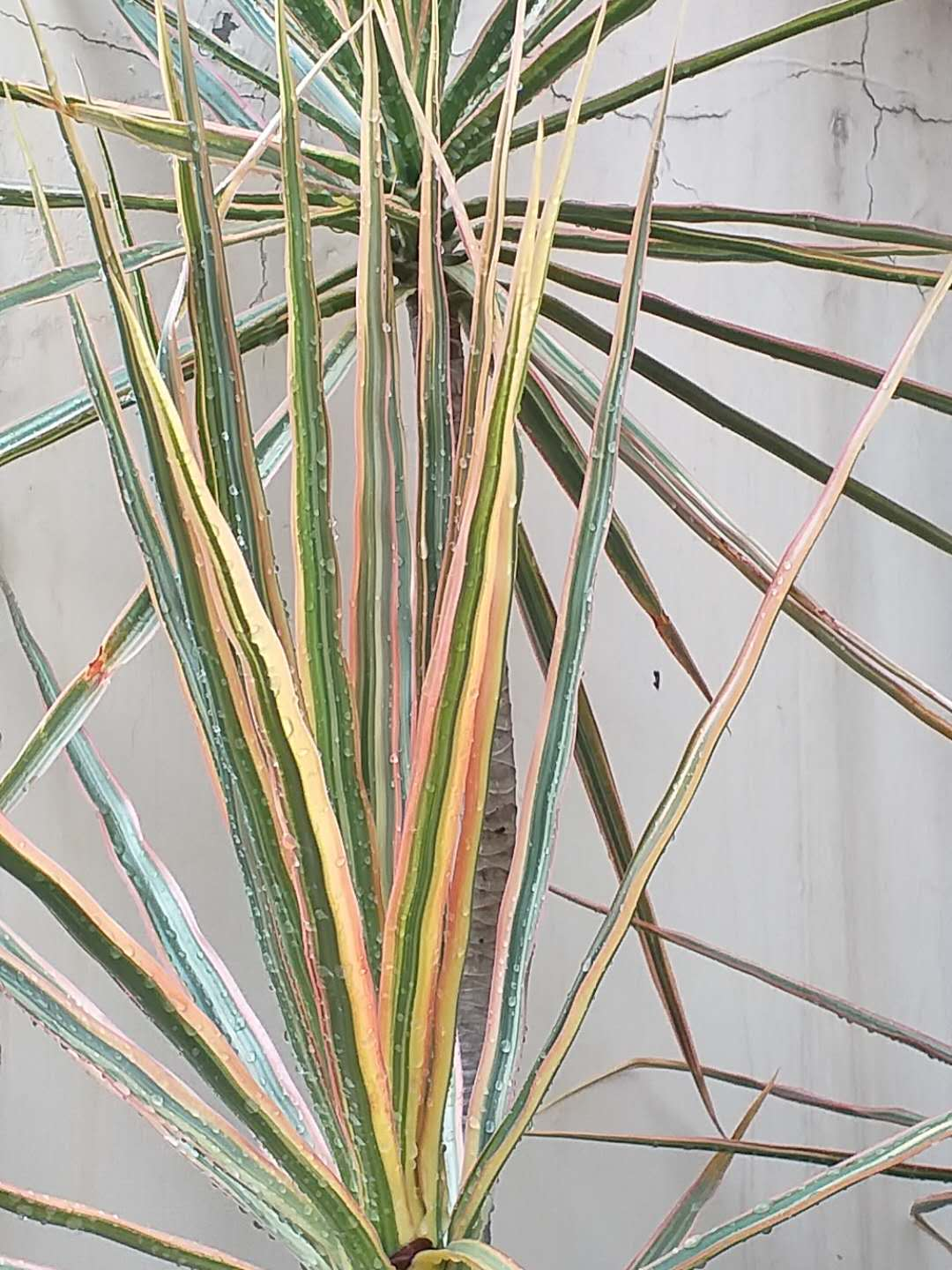
三色千年木葉片
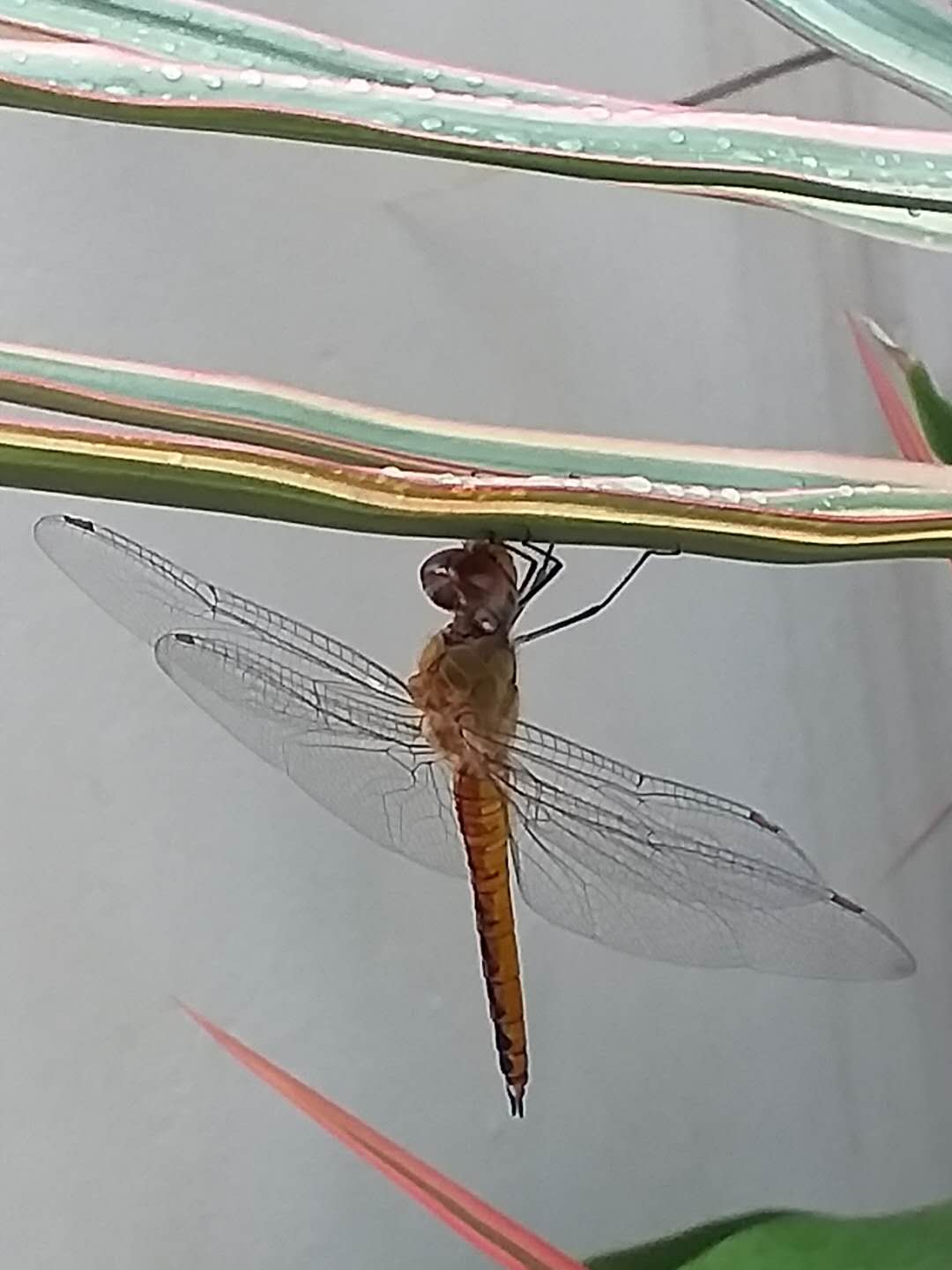
三色千年木葉片

## 扩展阅读
- 五彩千年木的图片 （页面存档备份，存于）
- 維基物種上的相關：紅邊竹蕉
- 维基共享资源上的相關多媒體資源：紅邊竹蕉